# Національна бібліотека Кореї
Національна бібліотека Кореї (кор. 국립중앙도서관) — головна наукова бібліотека Південної Кореї, розташована в столиці країни Сеулі. Містить більше 7 млн одиниць зберігання, включаючи близько 1 млн томів іноземними мовами. Деякі книги із зібрання бібліотеки входять до списку «Національні скарби Південної Кореї».

## Історія
Заснована 1945 року. В 1974 році бібліотека переїхала з району Согондон в район Намсандон, а в 1988 році — на нинішнє місце, в район Панпходон, округ Сочхогу Сеула. 1991 року управління бібліотекою перейшло від Міністерства освіти до Міністерства культури.
У 2007 році під егідою Національної бібліотеки Кореї було відкрито Національну цифрову бібліотеку Кореї (англ. Dibrary).